# Выживая с волками
«Выживая с волками» — французско-бельгийский фильм 2007 года режиссёра Веры Бельмонт. Фильм снят по считавшейся автобиографичной книге Миши Дефонсеки. Выход фильма спровоцировал интерес к ней, и выяснилось, что «мемуары» — фальшивка; автор признала, что выдумала эту историю.

## Сюжет
1942 год, Вторая мировая война, Бельгия. Миша, маленькая еврейская девочка 8 лет, покидает Брюссель и путешествует по нацистской Европе в поисках своих родителей, которые были депортированы нацистами. Она знает только одно: они на востоке. Используя простой маленький компас, она покинула родную Бельгию и пешком добралась до Украины, пересекая Германию и Польшу, в надежде найти их. Чтобы выжить, она крадет пищу и одежду, избегает людей и их насилия и интегрируется в стаю диких волков, чтобы выжить…

## В ролях
- Матильда Гоффарт — Миша
- Яэль Абекассис — Геруша
- Ги Бедо — Эрнст
- Мишель Бернье — Марта
- Бенно Фюрман — Рьювен
- Анна-Мари Филип — мадам Валле
- Франк де ла Персонн — Валле
- Мари Кремер — Джанин

## Критика
Фильм был успешен в прокате, в 2009 году на кинофестивале в Калабрии, Италия, получил два приза: «За лучший фильм» и «За лучшую женскую роль» актрисе Матильде Гоффарт.
В целом фильм был положительно встречен критикой как «подлинная», «невероятно правдивая история» про героиню, которая «питается дождевыми червями в компании стаи волков» — фильм был назван: «эпос с самыми острыми акцентами». Исключением среди восторгов стала критика Бенуа Смита, посчитавшего фильм сделанным с маркетинговым ходом: «грустная схема, созданная для вульгарной широкой публики», «упрощённое» и «безнадежно бесформенное и бездушное кино», где герои схематичны и безвкусны, карикатурно разделены на плохих и хороших, с показом шаблонов, лицемерно не тревожащий зрителя в его комфортных готовых представлениях об истории и о войне.